# Lofotenkutter
Als Lofotenkutter wird eine norwegische Kutterklasse bezeichnet, die im Fischereidienst in Norwegen aktiv war und in der Gegend der Lofoten entwickelt wurde.
Die Schiffe messen um die 15 Meter und sind für raue See geeignet. Charakteristisch im Aussehen ist ein weißer Streifen über dem naturbelassenen geölten Freibord. Ab den 1930er Jahren waren sie in der Regel auch mit einem Schiffsdiesel oder Hilfsmotor ausgestattet. Viele der Schiffe stammen tatsächlich aus kleinen Werften am Nordkap. Der Lofotenkutter Solvang wurde beispielsweise 1930 in Rognan im Saltdalen (Nordland) südlich der Lofoten in Auftrag gegeben und diente bis 1973 als Fischkutter.
In Deutschland sind heute bekannt und aktiv:
- Jachara, Bj. 1951 (als Skarvholmen gebaut), heutiger Heimathafen ist Eckernförde
- Solvang, Bj. 1930, Heimathafen Greifswald
- Freyja, Bj. 1964, Heimathafen Bremen
- Ringholm, Bj. unbek. ca. 1900/1920, Heimathafen Kappeln